# Conca de l'Uvs Nuur
La conca de l'Uvs Nuur (en mongol: Увс нуурын хотгор) és una conca endorreica, que en la seva major part es troba a les províncies de Khövsgöl, Uvs i Zavkhan, a Mongòlia, i una petita part en la república de Tuvà, a Rússia. Va ser declarada com a Patrimoni de la Humanitat per la UNESCO l'any 2003, sent un lloc transfronterer que abasta una àrea protegida de 898.063'5 ha i una zona de respecte de 170.790 ha.
El llac Uvs Nuur és el centre d'aquesta conca que abasta una àrea de 700.000 km² i alberga una de les zones millor conservades d'estepa d'Euràsia. En aquesta zona els deserts més septentrionals s'uneixen amb la tundra més meridional. A més del llac Uvs Nuur, la conca comprèn altres petits llacs, entre ells el llac Üüreg Nuur, que se situa a 1.450 metres d'altitud.

## Arqueologia

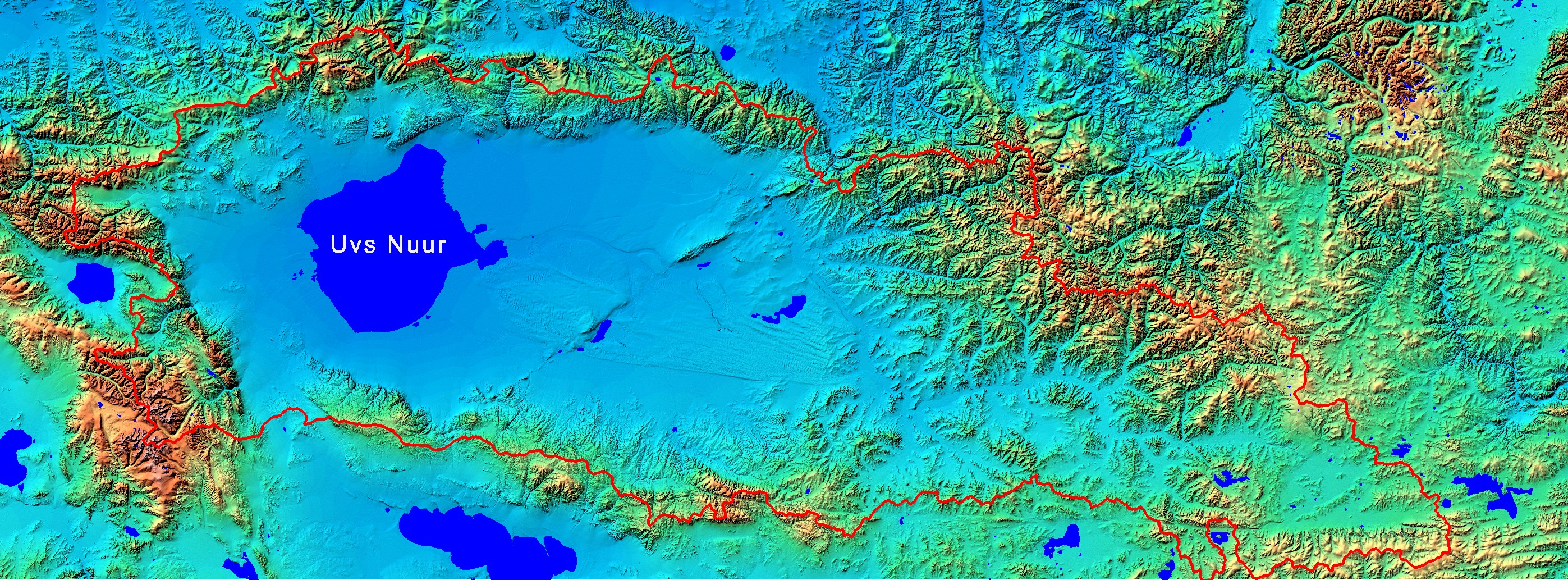
Imatge de la NASA que delimita la conca de l'Uvs Nuur.

La importància de Conca de l'Uvs Nuur rau principalment en el seu patrimoni cultural i és el lloc més important a l'Àsia central per la concentració d'artefactes arqueològics no estudiats, especialment els seus túmuls, i escultures de pedra, que són restes d'assentaments medievals i temples budistes. Hi ha uns 20.000 túmuls, molts d'ells que són més antics que les piràmides d'Egipte.
La Conca va ser nominada com a Patrimoni de la Humanitat el 1995 com «una de les majors conques intactes a l'Àsia central, on es poden trobar 40.000 jaciments arqueològics de tribus nòmades històricament famoses com els escites, els turcs i els huns».

## Biodiversitat

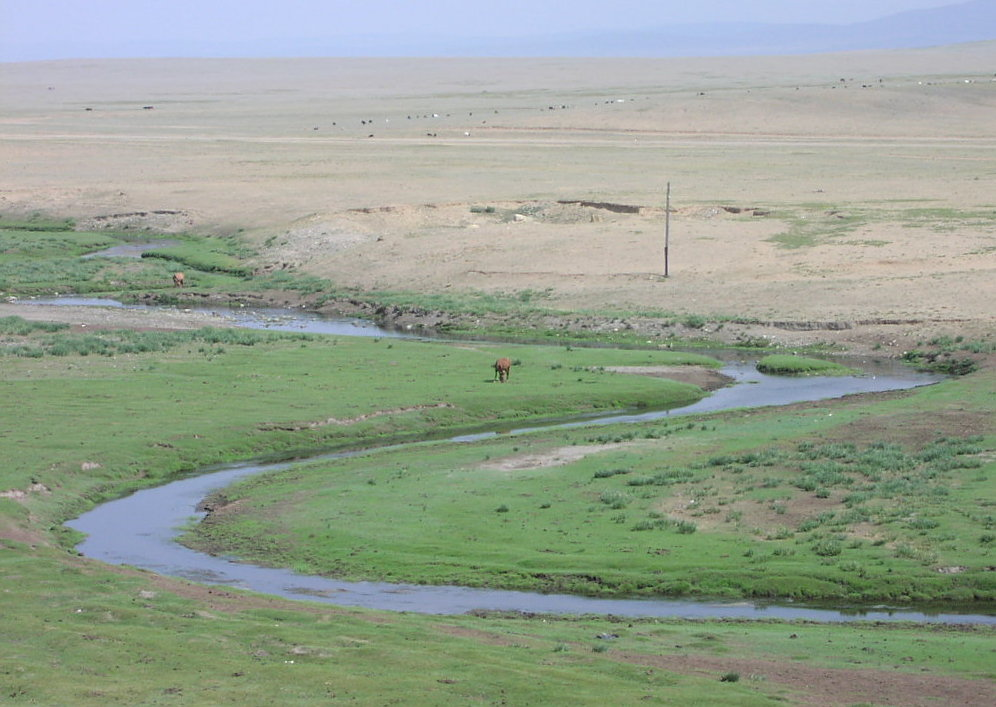
Estepa a Mongòlia

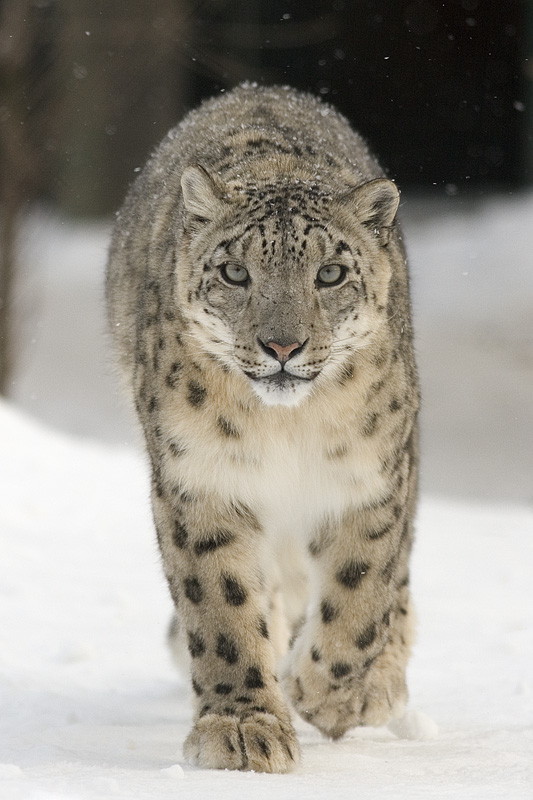
Pantera de les neus

La depressió està situada a la frontera entre Mongòlia i Rússia, i té una superfície de poc més de 10.000 km2. El terreny abasta una àmplia variació de climes, incloent-hi glaceres, tundra alpina, prats subalpins, i vastes àrees de taigà a les muntanyes. També hi ha estepes boscoses, estepes sense arbres, deserts semiàrids, i dunes de sorra. És un hàbitat natural altament diversificat.
Per la seva ubicació a la cúspide dels terrenys de Sibèria i l'Àsia central, la flora i la fauna presenten una gran biodiversitat de latituds mitjanes. Les espècies animals que habiten a les muntanyes i la tundra, com el cabirol de Sibèria, i el gall nival de l'Altai, hi són presents, així com la pantera de les neus en perill d'extinció, o els habitants de la taigà, com ara el cérvol comú de l'Europa Oriental, el linx i el golut. A l'estepa habiten Melanocorypha mongolica, la grua damisel·la i esciúrids siberians de cua llarga. En la zona del desert es troben otídids i Meriones meridianus. El nombre d'espècies d'aus és d'unes 359. Atès que la depressió és una àrea protegida, moltes espècies extintes en altres regions han trobat refugi a l'indret.

## Població

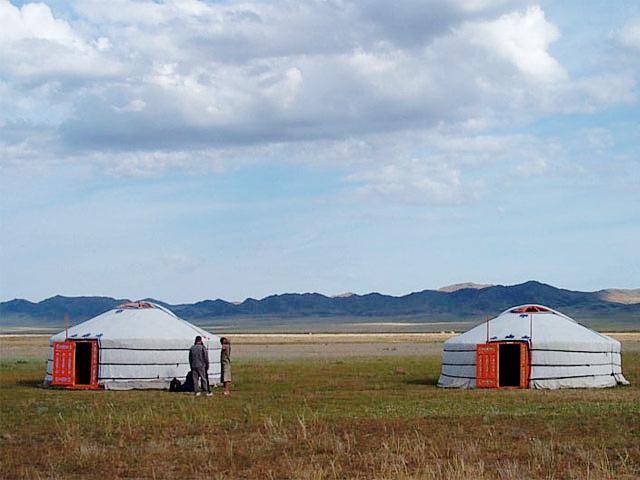
Iurtes

La densitat de població és baixa a la Conca. La manca de la indústria i la dependència dels habitants de les formes tradicionals de vida, com ara el pasturatge nòmada, han tingut poc impacte en el paisatge i han permès que l'ecosistema es mantingui relativament lliure dels efectes negatius que la presència humana pot comportar. Tant la zona russa com les parts de Mongòlia, de la depressió, són llar de pastors nòmades.

## Llista d'indrets
Les dotze localitzacions d'aquest lloc natural, Patrimoni de la Humanitat són:
| Codi    | Nom            | Lloc            | Coordenades                              | Superfície | Imatge |
| ------- | -------------- | --------------- | ---------------------------------------- | ---------- | ------ |
| 769-001 | Taiga Mongun   | Federació Russa | 50° 12′ N, 90° 12′ E / 50.200°N,90.200°E | 1589 Ha    |        |
| 769-002 | Ubsu-Nur       | Federació Russa | 50° 37′ N, 93° 08′ E / 50.617°N,93.133°E | 4490 Ha    |        |
| 769-003 | Oroku-Shinaa   | Federació Russa | 50° 37′ N, 94° 00′ E / 50.617°N,94.000°E | 28750 Ha   |        |
| 769-004 | Aryskannyg     | Federació Russa | 50° 40′ N, 94° 44′ E / 50.667°N,94.733°E | 15000 Ha   |        |
| 769-005 | Jamaalyg       | Federació Russa | 50° 15′ N, 94° 45′ E / 50.250°N,94.750°E | 800 Ha     |        |
| 769-006 | Tsugeer els    | Federació Russa | 50° 05′ N, 95° 15′ E / 50.083°N,95.250°E | 4900 Ha    |        |
| 769-007 | Ular           | Federació Russa | 50° 32′ N, 95° 38′ E / 50.533°N,95.633°E | 18000 Ha   |        |
| 769-008 | Tsagan shuvuut | Mongòlia        | 50° 19′ N, 91° 09′ E / 50.317°N,91.150°E | 23170 Ha   |        |
| 769-009 | Turgen         | Mongòlia        | 49° 46′ N, 91° 22′ E / 49.767°N,91.367°E | 116831 Ha  |        |
| 769-010 | Llac Uvs       | Mongòlia        | 50° 20′ N, 92° 53′ E / 50.333°N,92.883°E | 424298 Ha  |        |
| 769-011 | Altan els      | Mongòlia        | 49° 50′ N, 95° 00′ E / 49.833°N,95.000°E | 148246 Ha  |        |
| 769-012 | Riu Tes        | Mongòlia        | 50° 28′ N, 93° 45′ E / 50.467°N,93.750°E | 97688,5 Ha |        |